# Sandy Stevens
Pour les articles homonymes, voir Sandy.
Sandy Stevens, ou simplement Sandy (de son vrai nom Sandy Stevenson), née en 1950, est une chanteuse et actrice britannique. 
Elle a joué au cinéma le premier rôle dans la comédie Sandy de Michel Nerval, après avoir enregistré 2 titres passés inaperçus. Elle apparaît sur la scène musicale française en 1988, avec son single J'ai faim de toi, inspiré du thème musical d'un spot publicitaire Chambourcy et extrait de l'album Histoires d'amour. 

## Biographie
Sandy Stevens commença sa carrière en 1980 et sortit trois disques, passés complètement inaperçus, avant de rencontrer le succès.
Elle fut remarquée alors qu'elle chantait chez Félix, un cabaret parisien de la rue Mouffetard, accompagnée à la batterie par son ami Alain Briaux.
Elle s'est fait connaître pour la publicité de yaourts, à laquelle elle a prêté sensuellement sa voix : « Chambourcy, oh oui ». Devant le succès de la campagne, elle enregistre une version plus romantique sur le même thème : J'ai faim de toi. Le carton est immédiat : elle est classée numéro 1 au Top 50 du 2 juillet au 15 juillet 1988. C'est Claude Carrère qui publia son disque. Au début, Sandy Stevens n'était rémunérée qu'en tant que choriste professionnelle pour sa participation à cette publicité. Reconnue comme une artiste à part entière, elle a pu dès lors profiter des royalties de ce titre qui apparaît fréquemment sur les compilations des années 1980.
Cependant, ce titre crée un climat tendu entre la chanteuse et son manager de l'époque, qui en théorie possède tous les droits sur les chansons de Sandy, mais qui avait abandonné ses droits sur cette chanson - la seule qui ait marché ! À la suite de J'ai faim de toi, ce manager publie un album en anglais de Sandy (intitulé Lies) sans le tube mais avec l'étiquette Après j'ai faim de toi... sans que Sandy soit d'ailleurs au courant.
Mais J'ai faim de toi n'est cependant pas la seule chanson en français qu'elle ait chantée, elle a aussi chanté Comme je respire qui n'a pas du tout marqué les esprits.

## Discographie

### Singles
- T'aurais dû
- 1983 : Sandy
- 1984 : Everyman’s the same
- 1986 : Love is danger
- 1987 : Marguerite
- 1988 : J’ai faim de toi
- 1988 : Lies
- 1988 : Comme je respire
- 1988 : Les Enfants sans Noël (single caritatif au bénéfice de la Croix-Rouge française)
- 1988 : Liban (single caritatif au profit des enfants du Liban)
- 1989 : Les Enfants sans Noël (pour Emmaüs France),

### Albums
- 1988 : Histoires d'amour
- 1988 : Lies

## Filmographie
- 1983 : Sandy (ou On craque... Sandy) de Michel Nerval